# Omphalocarpum procerum
Omphalocarpum procerum là một loài thực vật có hoa trong họ Hồng xiêm. Loài này được P.Beauv. mô tả khoa học đầu tiên năm 1805.

## Hình ảnh

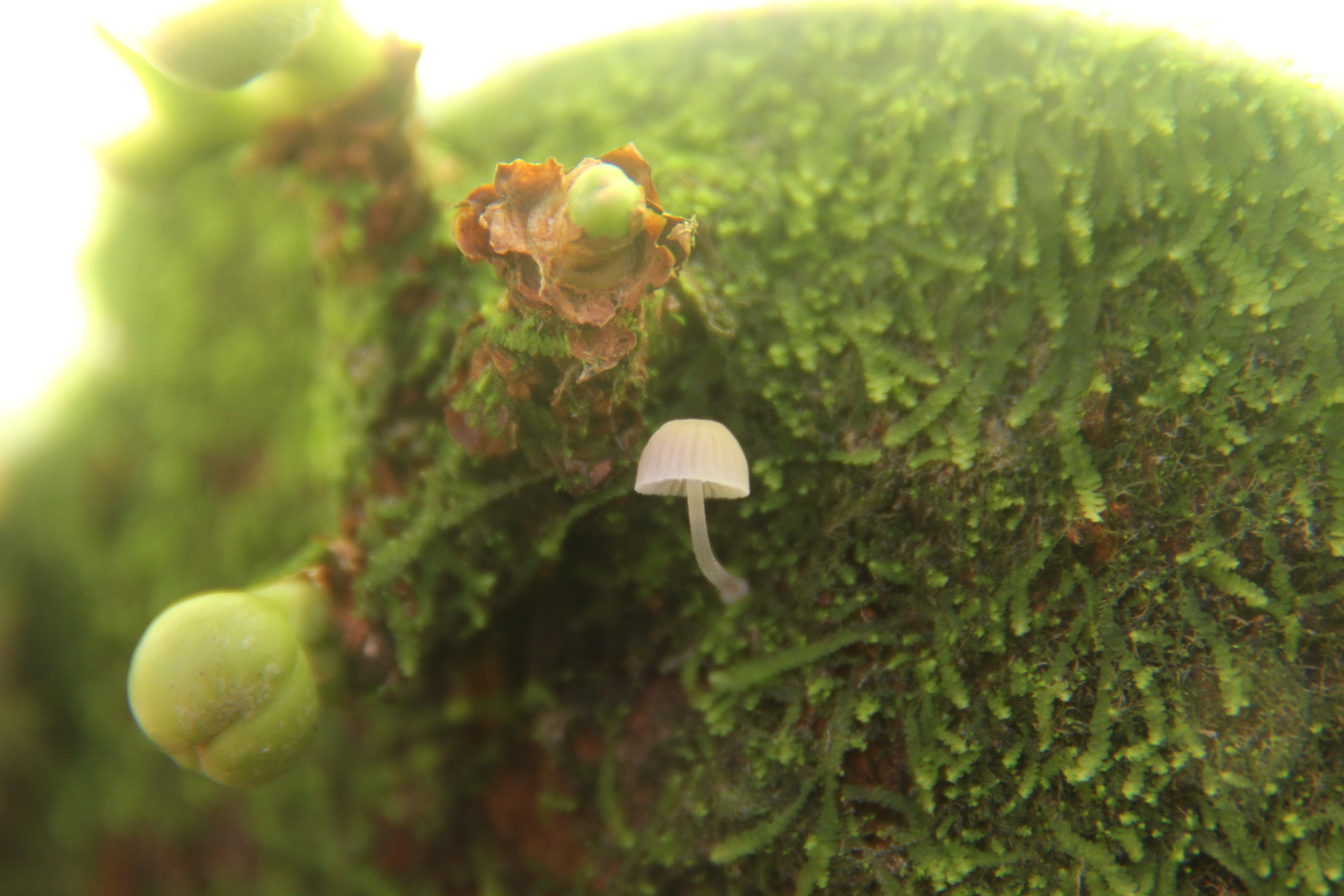
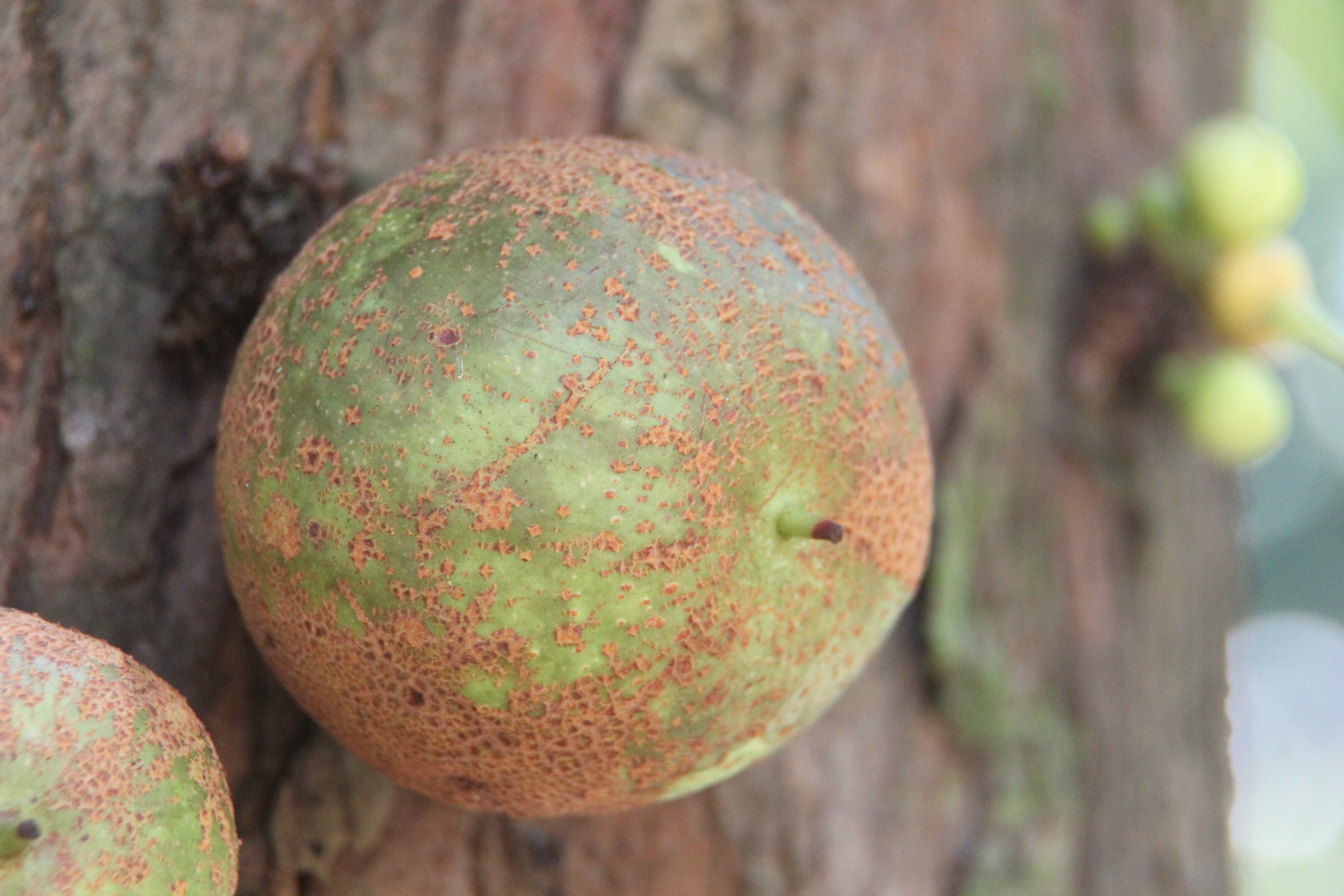
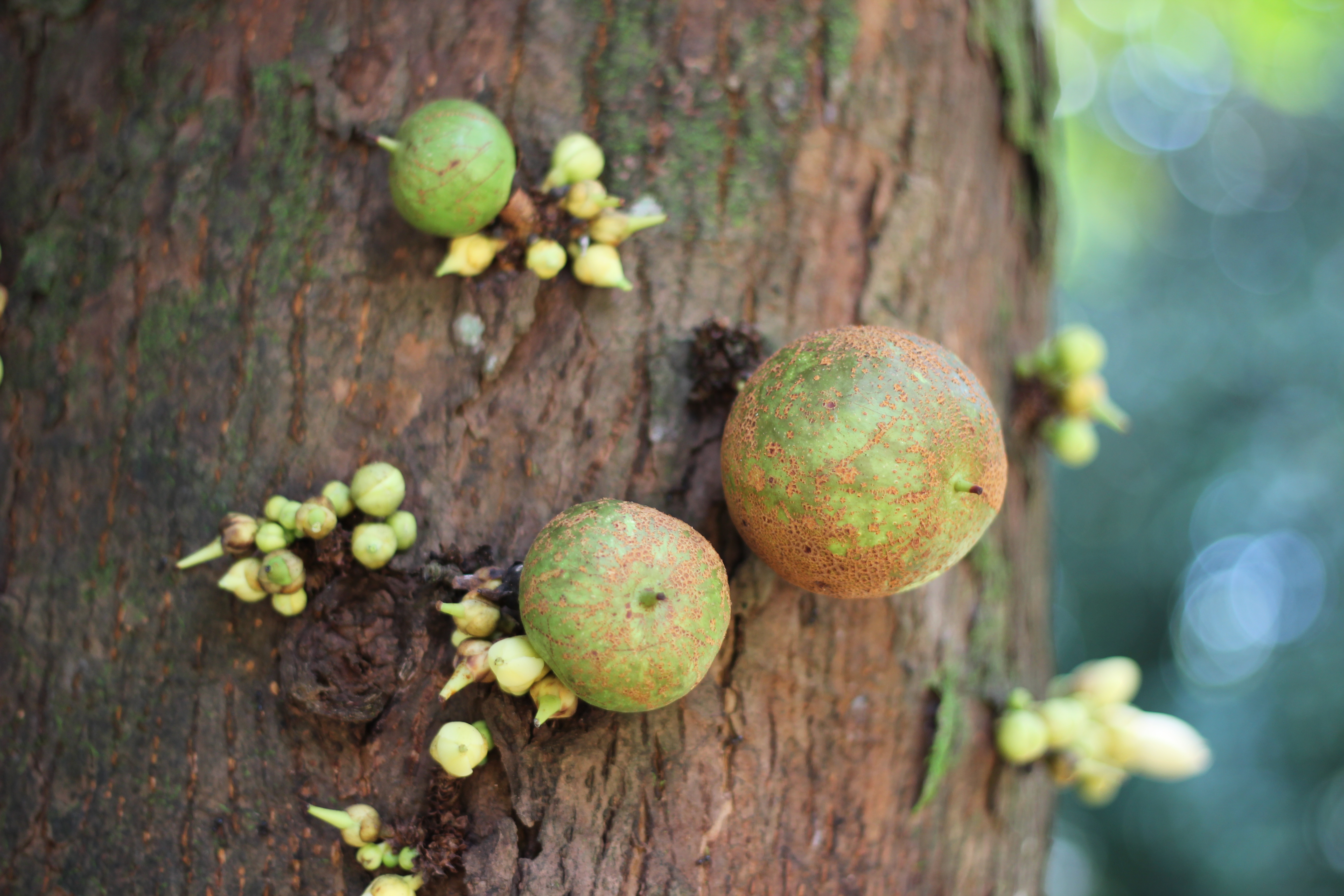
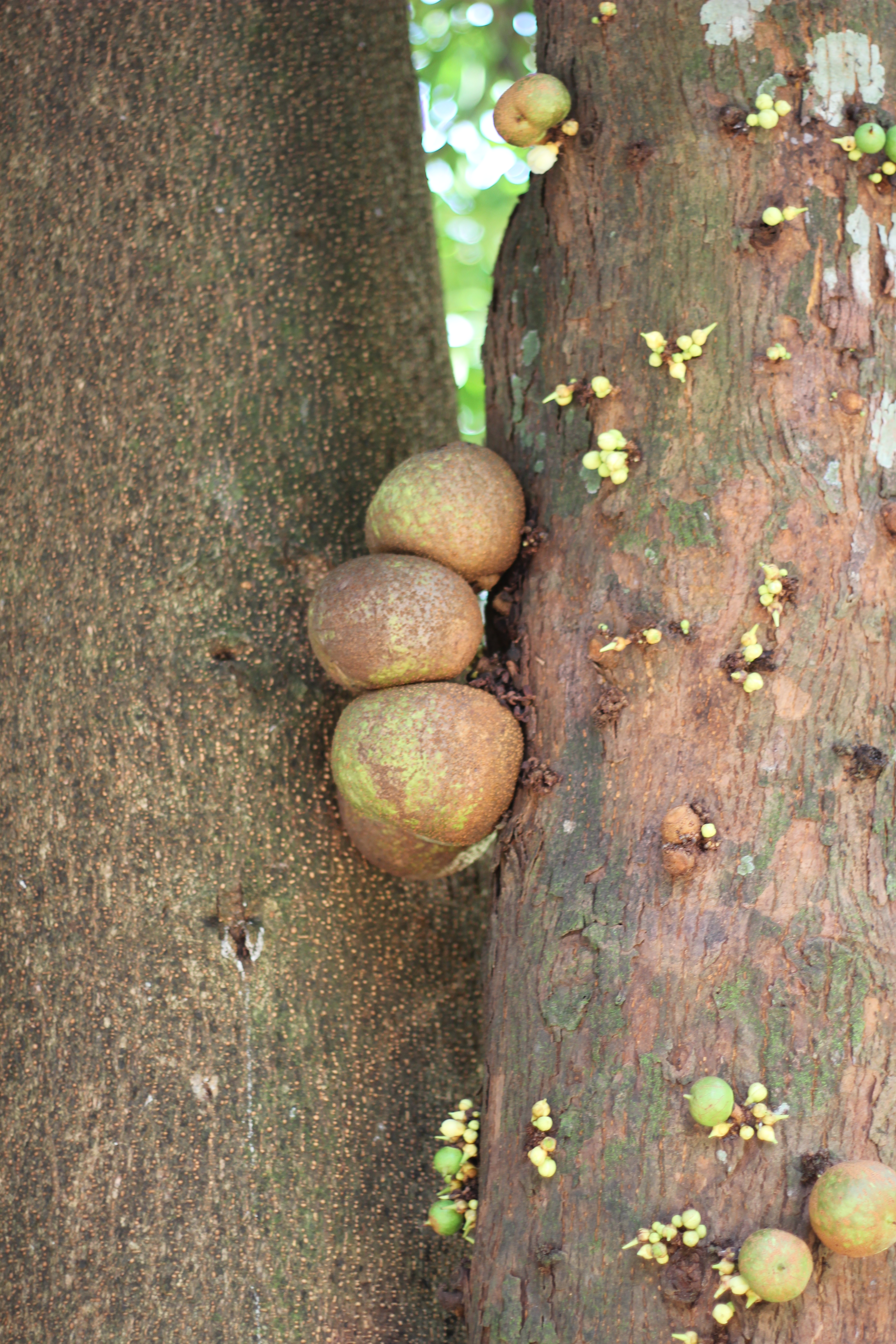